# Panorpa antiporum
Panorpa antiporum är en näbbsländeart som beskrevs av Apollonia Nagler 1968. Panorpa antiporum ingår i släktet Panorpa och familjen skorpionsländor. Inga underarter finns listade i Catalogue of Life.